# سیاهرگ سری
در کالبدشناسی انسان، سیاهرگ سَری یا ورید سفالیک (انگلیسی: Cephalic vein) یکی از سیاهرگ‌های سطحی بازو است.
سیاهرگ سری در محدوده آرنج، از طریق  سیاهرگ آرنجی درونی (کوبیتال مدین) با سیاهرگ برجسته در ارتباط است. سیاهرگ سری در نیام (فاسیای) سطحی، در امتداد سطج پیشین‌کناری ماهیچه دوسر بازو، قرار دارد.
در نزدیکی کتف، سیاهرگ سری از میان ماهیچه‌های دالی و سینه‌ای بزرگ گذشته و با عبور از سه‌گوش ترقوه‌ای‌سینه‌ای (کلاوی‌پکتورال) به سیاهرگ زیربغلی می‌ریزد.

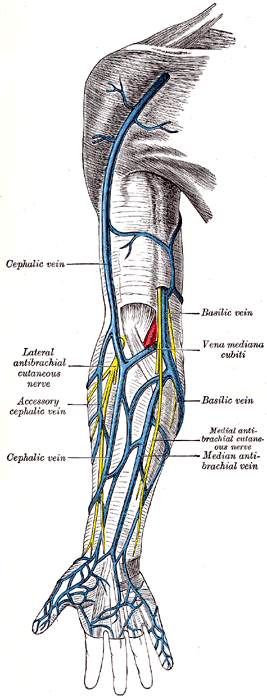